# 年越し派遣村
年越し派遣村（としこしはけんむら）は、リーマン・ショックの影響により派遣切り等がおき、複数のNPO及び労働組合によって組織された実行委員会が2008年12月31日から2009年1月5日まで東京都千代田区の日比谷公園に、生活困窮者が年を越せるように開設した一種の避難所である。

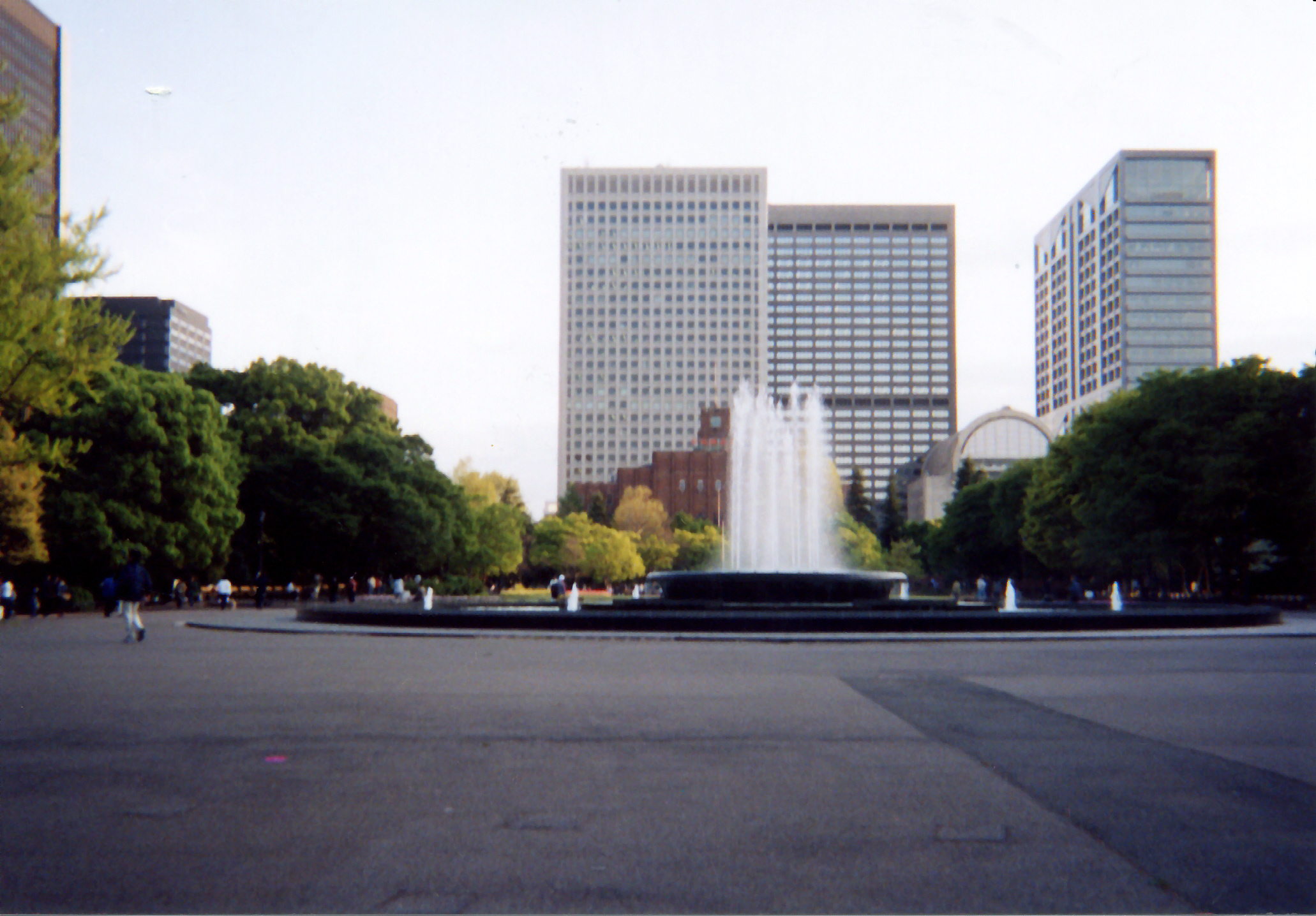
日比谷公園

## 概要
キャッチコピーは「日比谷で年末年始を生き抜く。」
イベントの発起は、湯浅誠によると「同様の問題意識を持つ人たちと昨年暮れに、東京・飯田橋の居酒屋で飲んでいて、話が決まった」という。

## 実行委員会による開催(2008年)
2008年12月31日に日比谷公園の霞門付近に開設され、自立生活サポートセンター・もやい、全国コミュニティ・ユニオン連合会などが中心となって組織された実行委員会が、炊き出しや生活・職業相談、生活保護申請の先導を行った。また、ハローワークが業務を開始する1月5日までの簡易宿泊所を設置した。
2009年1月2日には、実行委員会からの要請によって厚生労働省が自省の建物内にある講堂を、同省が業務を開始する1月5日の午前9時まで宿泊所として提供することになった。一方、実行委員会では、1月5日以降の宿泊場所も提供するよう同省に要請し、この結果、中央区に2箇所、練馬区と山谷に各1箇所、計4箇所の臨時シェルター設置が決まった。同年1月5日、派遣村の撤収作業が行われた。
期間中に派遣村を訪れた失業者はおよそ500人、参加ボランティアは1680人、寄せられた義捐金は2315万円となった。

### 日比谷公園撤収後
1月4日、厚労省と東京都は5日以降の簡易宿泊施設として中央区京華スクエア体育館、中央区十思スクエア体育館、東京都石神井学園用体育館、山谷地域越年越冬対策宿泊援護事業なぎさ寮を12日まで提供し、毎日500人分の宿泊所と食事を提供することを決定した。
1月5日、全国労働組合総連合と日本自治体労働組合総連合共に「村民」らが日比谷公園から国会議事堂までのデモを行った。
1月9日までに派遣村に集まった人のうち223人が生活保護を申請し、大半の人間へ受給が決定している。12日以降は、実行委員会が東京都内の2つの旅館を借りて宿泊場所や食事を提供することを決定した。
派遣村から移った都内の施設でハローワークが出張実施している就職相談では、住み込みで働ける仕事を中心に4000件以上の仕事が紹介され、9日までに125人が求職の登録をした。
実行委員会は2009年6月末に村民へのアンケートの結果をまとめ、回答が得られた108人のうち就労が確認できたのは13人としている。集められた寄付金は5000万に達したが、使途明細が公表されることなく実行委員会が解散した。

## 年越し派遣村に関する発言や対応

### 政府など
当時の与党からは自由民主党の大村秀章厚生労働副大臣と片山さつきが、野党からは民主党の菅直人、日本共産党の志位和夫、社会民主党の福島瑞穂、国民新党の亀井久興、新党大地の鈴木宗男などが派遣村を視察、スピーチする。これに関しては賛否両論がある。
麻生太郎内閣総理大臣は1月3日、厚労省講堂の使用期限が切れる5日以降について、河村建夫内閣官房長官に「今は講堂を使っているが、その後のこともある。対応に万全を期してほしい」と指示した。坂本哲志総務大臣政務官は「本当にまじめに働こうとしている人たちが集まっているのかという気もした」「学生紛争の時の戦術、戦略が垣間見えるような気がした」と述べた。この発言は日本共産党をはじめとする野党の他、与党である公明党の太田昭宏代表からも批判を受け、坂本は翌日に記者会見を開いて発言を撤回し、謝罪した。一方で、この発言についてインターネットの匿名掲示板上では賛否両論あるという。
石原慎太郎東京都知事は1月5日、年頭の挨拶で「（この問題について）厚生労働省はどう対応したらいいか分かっておらず、結局、ボランティアや地方自治体が協力して成果を挙げた。本当に国は大事な現場を知らない」と述べ、派遣村の取り組みを評価し同省の対応を批判した。
派遣村に手伝いに行った新党日本の田中康夫は、その時の印象から「テントを張っている人々は突如企業からクビを切られたような人では無く、日々飯場のような仕事をしている人であり、「日比谷公園に行けばメシが食えるらしいぞ」と聞きつけてやってきた人が多かった。」「（共に運動をしている）日教組や連合、共産党系の組合などは、いくつもある自分達の組織の施設を開放するなど、やるべきことがあるのではないか」「組合や政党が参加していた事に違和感を覚え、村長の湯浅氏が考えていた事と違う方向へ行ってしまったのではないか」と語った。

### マスメディア・芸能界

#### 肯定的な意見
作家の雨宮処凛は、派遣村の活動を高く評価し自身も支援活動に参加した。

#### 否定的な意見
みのもんたは『みのもんたの朝ズバッ!』で、「（ハローワーク関係者から聞いた話として）求人はたくさんあると言うんですよね。だけど『アレがいい、コレがいい』と言っている。」、「政府も努力をしなければいけないでしょうけれど、派遣を切られたりとか、職が無いとか、と言う方たちも何か努力しなきゃいけないですよね。権利だけを主張して『住居を、食べ物を』って言うけれど、仕事があるなら、（気に入らなくても）とりあえず仕事をしたらどうなのかと思うことがある。」と語る。ただしこの発言に対しても批判もある。

## 公設派遣村（2009年～）
2009年 - 10年の年越しは、日本政府の緊急雇用対策の一環として全国各地で失業者の支援対策を実施。このうち東京都の「公設派遣村」（ 正式名称は、「失業者など生活困窮者の年末年始を支援する東京都の生活相談、宿泊提供の事業」である。
）は国立オリンピック記念青少年総合センターを会場として、12月29日から1月4日まで失業者らの合宿所と食事をセンターが提供し、ハローワークの関係者らも訪れて就職（就労）・住居の相談会をしている。しかし、その多くは就職（就労）・住居が定まらず、1月5日以後も合宿所を別の都内公設施設に移して失業者支援に当たる。
東京都は6日、宿泊施設外への仕事探しの交通費などとしてほぼ全員に2万2千円を一括支給した。しかし、利用者562人のうち、約200人が東京都が禁じた無断外泊を行った。外泊の連絡は一部しかなかった。
東京都は「利用中は生活再建に専念してもらう必要がある」として無断外泊を禁止していた
。また、一部の利用者が就活費を酒代やたばこ代に充て、中には施設内で禁止されている飲酒を行い退去処分になった利用者もいた。施設内で6 - 7日に支給された現金の盗難も数件発生。利用者の50代の男性がアルコール性肝硬変により就寝中に死亡していたことが7日の朝に判明した。
このことについて、2008年派遣村の実行委員らでつくる「年越し派遣村が必要ないワンストップ・サービスをつくる会」（以下「ワンストップの会」）は「現金を持ち慣れていない人が多いだけに、一括ではなく2～3日分ずつ渡すなどの配慮が必要だった」と指摘しているが、「細切れの支給は入所者に不便」と意見したのも同会であった。
「ワンストップの会」は、都の広報活動が不十分として、路上や公園でチラシを配布するなど積極的な広報活動を行った。この結果、利用者が急増し運営予算も当初見積額の6000万円を大幅に上回り、最終的には1億円を超えた。湯浅誠は最終的な利用者数は誰にも予測できなかった。都の職員は一生懸命に運営に当たったと擁護したが、会側からは都の見積もりが甘かったのではないかとの指摘もされた。また、会の活動に対して都の幹部からは、役所の正月休みに生活保護申請を一斉送信するのは強引との指摘もなされたが、同会は「失業が長期化している現在、生活保護を使うしかないのに、1人で役所を訪れると『家族を頼れ』『元気じゃないか』などと申請書の提出さえさせずに門前払いするケースが少なくない。」と集団申請の意義を強調した
。
施設への移動の前日に一部の入所者がカプセルホテルに泊まることになったことから、他の入所者の不満が爆発し、暴動寸前の状況になったことから、全員がカプセルホテルに泊まることになった。
しかし、利用者が給付金を酒代やタバコ代に充てたり、あるいは施設内で禁止されている飲酒を行い退去処分になるケースもあり、メディアに大きく取り上げられた。
一連の問題に対して、70件以上の意見が寄せられ、その殆んどが「税金の無駄遣い」などといった批判的な内容だった。
また、利用者の中にも、「話していると就労意欲のない人が3分の1くらいは居る」、「施設では盗まれるのが怖く、現金を持ち歩けない」、「実際は派遣切りなどではなく、一時金目的のホームレスのような人も多かった」といった声が上がった。
「ワンストップの会」は、マスコミに対しては「水に落ちた犬は打て?」との見出しで「壮大なあら捜しの包囲網」と批判し、特に産経新聞と朝日新聞を名指しした。
都の職員の中には、生活保護の申請が通りにくいと噂された区に申請を割り振られた入所者から、「差別するな。土下座して謝れ。」と詰め寄られた者もいた。こうした状況については、利用者のうち傷病者への健康医療サポート・サービス・レベルの低さもトラブルの原因となっているとして、「ワンストップの会」は定期的に各部屋を巡回して入所者に声かけ確認することや、医療受診希望が出た場合には速やかに医療機関につなぐこと、また体調不良を訴えた入所者や受診した入所者に対して後日経過を追って声かけ確認することなどを要請し、同時に救急医療が必要な入所者が救急車を呼ぶことを妨げた職員や、救急隊員から求められた救急車の同伴を断り「救急車を呼んだので責任を取れ」と相談者の胸を小突く等の対応した職員がいるとして、対応改善を求め、改善状況の明示と当該職員の名前を明らかにし、2度と繰り返させないよう謝罪させることを求めた。
東京都は「生活総合相談」を1月15日をもって終了し、今回の対策事業としての宿泊場所と食事等の提供は、1月18日をもって完了した。1月17日夜までに退所手続を済ませた利用者は298人であり、同時点までの利用登録者562人の進路は次の通り。   
- 生活保護や住宅手当など都内区市町村行政福祉施策による支援決定 419人。
- 国（ハローワーク）による就職安定資金融資（貸付金）決定 1人。
- 自主退寮者 28人。うち再就職決定は15人、帰郷および個人のつてあるいは理由不明が13人。
- 病死 1人。
- 寮内飲酒による強制退寮 2人。
- 所在不明 111人。なお、所在不明者は1月17日までに給付金精算および自ら退所手続を行なわなかった利用登録者であり、東京都側により退所手続処分がとられている。

1月18日の事業終了に伴う大田区のなぎさ寮退寮に際し、東京都側が準備したバスによる最寄り駅までの送迎を利用したのは264人であった。

## 影響
鈴木亘は、2009年以降から20代〜30代の若年層による生活保護の申請が急増した背景として、年越し派遣村を挙げている。鈴木は、超党派の大物議員が年越し派遣村を支援したことが、役所に申請を受理するお墨付きを与えることになったと述べている。
東京のほかにも、大阪市の扇町公園において同様の炊き出しが行われた